# BRP Tagbanua (AT-296)
Le BRP Tagbanua (LC-296) est un navire amphibie de transport de la marine philippine acquis en 2011. Il porte le nom d'une tribu des îles de la province de Palawan.

## Histoire
Il a été construit au chantier naval PICMW (Philippine Iron Construction and Marine Works) à Jasaan dans la province philippine du Misamis oriental.
Ce navire amphibie de transport possède une surface de chargement de 250 m2 . Il peut embarquer jusqu'à 110 tonnes d'équipement et 200 passagers.

### Note et référence
- (en) Cet article est partiellement ou en totalité issu de l’article de Wikipédia en anglais intitulé « BRP Tagbanua (AT-296) » (voir la liste des auteurs).